# Hospital de Puigcerdà
L'hospital de Puigcerdà és una de les institucions més antigues de la vila. Construït cap al 1185-1189, el rei Pere I el va posar sota la seva protecció el 1190 i el 1202 li concedia les escorries de l'oli que venien els revenedors setmanalment i un sester de sal. El 1206 el bisbat d'Urgell li concedeix llicència per a tenir església i cementiri propis.
El centre era un lloc d'acolliment per a persones desvalgudes i malalts pobres, als qui s'alimentava, tractava i, en cas de defunció, enterrava. El gestionaven uns administradors de la mateixa Puigcerdà nomenats pel consolat, els quals havien de retre'n comptes anualment.
Fins al segle xviii el personal era format únicament per tres persones: l'hospitaler, la muller i un metge. De metges, tenim constància, entre d'altres, de Miquel Bernades i Mainader, metge i botànic, i Francesc Piguillem i Verdacer, introductor de la vacuna de la verola a Espanya. A finals del XIX s'instituí la congregació de les Germanes de la Caritat que va ser creat sota la invocació del sant Àngel Custodi expressament per a l'hospital.
Durant la dècada del 1980 l'hospital passà a formar part de la Xarxa Hospitalària d'Utilització Pública de Catalunya i es constituí una fundació per la gestió. Actualment, la fundació té una plantilla de 300 persones, i es va planejar de transformar l'hospital de 6.000 m² en l'Hospital transfronterer de la Cerdanya. El nou hospital va obrir les portes el 2012 per donar servei als 32.000 ciutadans de les dues Cerdanyes, el Capcir i als visitants.

## Arquitectura
Edifici de planta baixa i tres pisos, i sotacoberta. Hi ha obertures verticals amb balcons a les dues primeres plantes amb llindes i brancals de pedra. Ha patit important ampliacions i transformacions. Alteracions morfològiques. Hi ha una mansarda a la coberta. La portada presenta dovelles de pedra. A la llinda del balcó central data de "1857".